# تروي بيرسيفال
تروي بيرسيفال (بالإنجليزية: Troy Percival)‏ هو لاعب كرة قاعدة أمريكي، ولد في 9 أغسطس 1969 في فونتانا في الولايات المتحدة.

## وصلات خارجية
- تروي بيرسيفال على موقع دوري كرة القاعدة الرئيسي (الإنجليزية)
- تروي بيرسيفال على موقعبيزبول رفرنس.كوم (الدوري الرئيسي) (الإنجليزية)
- تروي بيرسيفال على موقعبيزبول رفرنس.كوم (الدوري الثانوي) (الإنجليزية)
- تروي بيرسيفال على موقع إي إس بي إن.كوم (أم.أل.بي) (الإنجليزية)
- تروي بيرسيفال على موقع مشجعي الرسوم البيانية (الإنجليزية)